# Bartłomiej Fidler
Bartłomiej Fidler, též Bartłomiej Fiedler (24. srpna 1865 Besko – 3. dubna 1920 Besko), byl rakouský politik polské národnosti z Haliče, na počátku 20. století poslanec Říšské rady.

## Biografie
V době svého působení v parlamentu je profesně uváděn jako zemědělec v Besku. Dlouhodobě zastával funkci starosty Beska. Byl nejprve členem Křesťansko-lidové strany okolo Stanisława Stojałowského. Pak podporoval politický směr Jana Stapińského a jeho Polskou lidovou stranu, později Polskou lidovou stranu levice a nakonec stranu Związek Chłopski. Později se od Stapińského odklonil a přešel na umírněnější platformu.
Působil také coby poslanec Říšské rady (celostátního parlamentu Předlitavska), kam usedl ve volbách do Říšské rady roku 1907, konaných poprvé podle všeobecného a rovného volebního práva. Byl zvolen za obvod Halič 51.
Ve volbách roku 1907 je řazen mezi členy Polské lidové strany. V jiných zdrojích ovšem jako člen Národně demokratické strany, která byla ideologicky napojena na politický směr Endecja. Po volbách roku 1907 byl na Říšské radě členem poslaneckého Polského klubu.